# Homosexualität in Saudi-Arabien

Saudi-Arabien

Homosexualität ist in Saudi-Arabien gesellschaftlich tabuisiert und wird mit Gefängnishaft, Körperstrafen und bis hin zur Todesstrafe bestraft.

## Illegalität
In Saudi-Arabien sind homosexuelle Handlungen strafbar und im Höchstmaß mit der Todesstrafe bedroht. Die Gerichte verhängen auch Peitschenhiebe und Gefängnisstrafen von unterschiedlicher Dauer. Ende 2007 wurden zwei Männer wegen homosexuellen Geschlechtsverkehrs zu jeweils 7.000 Peitschenhieben verurteilt.

## Gesellschaftliche Situation
Aufgrund der Illegalität bestehen keine LGBT-Communitys in Saudi-Arabien. Homosexuelle werden dadurch in den gesellschaftlichen Untergrund gedrängt.
Generell ist das gesellschaftliche Leben aufgrund der strengen Religionsvorschriften stark eingeschränkt. Bars, Nachtclubs und Kinos sind auch für Heterosexuelle illegal. Die Stellung der Frau ist stark reglementiert, was auch lesbische Frauen betrifft. Eine islamische Religionspolizei, das sogenannte „Komitee für die Verbreitung von Tugendhaftigkeit und Verhinderung von Lastern“, überwacht das gesellschaftliche Leben. Massive Zensur der Medien, insbesondere des Internets, erfolgt seitens der saudi-arabischen Regierung.